# Mateusz Rakowicz
Mateusz Rakowicz, także Mateusz Rakowicz-Raczyński (ur. 12 lipca 1977 w Gdańsku) – polski reżyser, rysownik, storyboardzista.

## Życiorys
Absolwent Wydziału Grafiki warszawskiej ASP oraz Szkoły Filmowej Andrzeja Wajdy. Rysował storyboardy do filmów min: Agnieszki Holland i Kasi Adamik, Juliusza Machulskiego Władysława Pasikowskiego, Johna Daly, Łukasza Barczyka czy Grega Zglińskiego. Rozrysował ponad 500 filmów reklamowych.
Reżyser autorskich filmów krótkometrażowych, w tym wielokrotnie nagradzanego Latarnika czy Romantika z Robertem Więckiewiczem i Justyną Wasilewską. Jest także autorem reklam i teledysków (min. dla Kamila Bednarka, Afromental, Ani Dąbrowskiej, Pezeta).
Jeden ze współautorów oraz reżyserów fabularnego filmu nowelowego pod tytułem Stacja Warszawa – producent WFDiF. Film miał premierę w 2013 roku podczas festiwalu Młodzi i Film w Koszalinie.
W 2019 roku nakręcił pełnometrażowy debiut pod tytułem: Najmro. Kocha, kradnie, szanuje. Komedię akcyjną, której fabuła inspirowana była historią sławnego złodzieja z lat osiemdziesiątych, Zdzisława Najmrodzkiego. W filmie wystąpili m.in.: Dawid Ogrodnik, Robert Więckiewicz, Masza Wągrocka, Rafał Zawierucha. Premiera filmu odbyła się w 2021 roku.
W 2023 roku na platformie Netflix miał premierę jego film akcji Dzień Matki, w którym główną rolę zagrała Agnieszka Grochowska.
Laureat Fryderyka za reżyserię teledysku Bang Bang dla Ani Dąbrowskiej (2011).
Członek Stowarzyszenia Filmowców Polskich.

## Wybrana filmografia
- 2007: Latarnik (film fabularny - krótkometrażowy, reżyseria, scenariusz, producent, storyboard)[1]
- 2013: Stacja Warszawa (reżyseria, scenariusz)[1]
- 2016: Romantik (film fabularny - krótkometrażowy, reżyseria, scenariusz)[1]
- 2017: Volta (storyboard)[1]
- 2021: Najmro. Kocha, kradnie, szanuje (reżyseria, scenariusz, dialogi)[1]
- 2023: Dzień Matki (reżyseria, scenariusz)[4]